# زندگی دوم در فضای مجازی
زندگی دوم در فضای مجازی فضای مجازی اولین بار توسط نویسنده داستان‌های علمی تخیلی ویلیام گیبسون بکاررفت. او در سال ۱۹۸۴ کتابی بنام نورومانسر نوشت. در این داستان افراد مستقیماً مغزهای خودرا به کامپیوتر وصل می‌کردند ومی‌توانستند اطلاعات آن را مشاهده نمایند. آن‌ها بگونه‌ای در جهان سفر می‌کردند که گویی در دنیای واقعی هستند.
واقعیت مجازی در سال ۱۹۹۰ توسط محقق آمریکایی بنام ایوان ساوسرلند اختراع شد. اوتوانست محیطی مصنوعی ایجاد کند که دیدنی، شنیدنی، احساس کردنی و عمل کردنی بود. در سال ۲۰۰۳ یک شرکت آمریکایی برنامه‌ای با عنوان زندگی دوم یا Second lifeرا با الهام از فضای مجازی، به منظور ایجاد یک زندگی واقعی بنیان نهاد. در اواخر سال ۲۰۰۶ خبرآن به صورت گسترده از طریق رسانه‌ها پخش شد.
- سایت زندگی دوم[۱]

این سایت نمونه‌ای از سایتهای کاربردی در فضای اینترنت است. در واقع جایی است که فناوری و ارتباطات اجتماعی در فضای مجازی با یکدیگر تلفیق می‌شوند. استفاده از این مکانهای اینترنتی برای افرادی پیشنهاد می‌شود که اینترنت پرسرعت دارند. در آن فضاها هر کاربر یک شهروند است و هر شهروند این امکان را دارد که آنگونه که دوست دارد خود را تجسم کند. در حقیقت هر شهروند شهر مجازی به نام یک آواتار در محیطی سه بعدی قادر است جنسیت خود را انتخاب کند و آنگونه که مورد علاقه اوست چهره، رنگ پوست و مو، لباس، شغل، محل سکونت، وسایل زندگی و هرچیزی که مورد علاقه اوست را ایجاد نماید.
اما به‌طور کلی می‌توان گفت زندگی در فضای مجازی تأثیرات مثبت و منفی بر سبک زندگی کاربران  می‌گذارد.
پژوهشگران علوم اجتماعی معتقدند که به منظور انجام کارهای تحقیقاتی می‌بایست، نمونه‌ای مناسب از جامعه انتخاب شود زیرا پژوهش روی تک تک افراد جامعه امکانپذیر نیست. به این ترتیب پژوهشگر خواسته‌های خود را از طریق یافته‌های بدست آمده از گروه نمونه اطلاعاتی در رابطه با جمعیت موردنظر بدست خواهد آورد. برای پژهشگران، زندگی دوم نمونه مناسبی از جامعه است. فرصتهای آموزشی، اقتصادی و... از جمله نقاط مثبت این فضاها می‌باشد. اماحضور در این دنیاها می‌تواند آسیب پذیریهای اجتماعی و خانوادگی را نیز همراه داشته باشد.
امروزه به‌طور کلی دنیاهای مجازی سه بعدی را می‌توان به دو دسته تقسیم نمود بازیهای آنلاین و متاورسها
از ویژگیهای دنیاهای سه بعدی می‌توان به موتورفیزیک،محتوای ایجاد شده توسط کاربر و مقیاس پذیری سرورها اشاره نمود